# Clinopodium robustum
Clinopodium robustum là một loài thực vật có hoa trong họ Hoa môi. Loài này được (Hook.f.) Ryding mô tả khoa học đầu tiên năm 2006.